# Рено, Сесиль

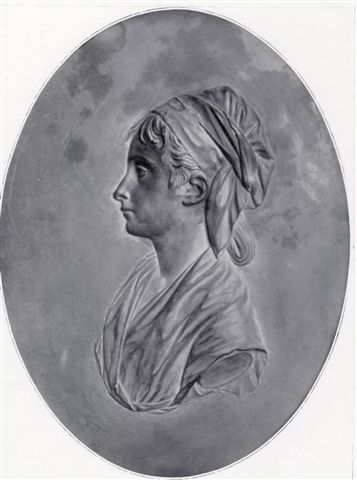
Медальон с изображением Сесиль Рено на революционном трибунале.

Сесиль-Эме Рено (фр. Cécile-Aimée Renault; 1774—1794) — французская роялистка, обвинённая в попытке убить двумя перочинными ножами Максимилиана Робеспьера, случившейся в эпоху террора. Она была приговорена к смертной казни и гильотинирована 2 июня 1794 года (29 прериаля II года) на месте нынешней площади Нации.

## Покушение
Сесиль Рено родилась в 1774 году в Париже в семье производителя бумаги. Имя Робеспьера часто печаталось на производимом им материале, так его образ стал частью её жизни.
Рено подошла к дому Робеспьера вечером 22 мая 1794 года, неся под мышкой свёрток, корзину, а также будучи облачена в дополнительную одежду, скрывавшую её оружие. Она смогла успешно проникнуть в дом Робеспьера, так как молодая девушка, которой в то время было всего около 19 или 20 лет, не вызывала особых опасений. Стражники Робеспьера сначала разрешили Рено увидеть его, но потребовали, чтобы она несколько часов прождала в прихожей
Прождав несколько часов и проявив нетерпение, Рено потребовала от стражников, чтобы Робеспьер немедленно встретился с ней, сказав, что «публичный человек должен всегда принимать тех, кому выпал случай обратиться к нему». В ответ её арестовали, на что она сказала, что ей просто было любопытно посмотреть, «как выглядит тиран». Рено также заявила своим стражникам, что «лучше иметь одного короля, чем 50 000» (по некоторым другим источникам, она привела цифру в 60 000).
Стражники Робеспьера обыскали одежду и корзину Рено и обнаружили ножи, предназначенные для убийства Робеспьера, разные бумаги и свежую сменную одежду. Поместив её под арест, Робеспьер и его охрана связали эту попытку покушения с происходившими ранее случаями покушений во время эпохи террора . К таким прежде всего относилось убийство Жана-Поля Марата Шарлоттой Корде в 1793 году .
Расследовавшие дело Рено также предположили, что её попытка покушения была вызвана чувством мести, так как её возлюбленный незадолго до этого был приговорён к смертной казни через гильотину Комитетом общественного спасения.

## Суд и казнь
При допросе Рено заявила, что сменная одежда предназначалась для её пребывания в тюрьме, если её задержат. Она также настаивала на том, что «она никогда в жизни не причиняла вреда ни одному живому существу». Рено говорила, что ожидает казни на гильотине и хотела бы быть одета в приличное платье в этом случае. Ей же выдали рубище для ношения во время своего заключения. Робеспьер также привлёк к суду отца, брата и тётю Рено, причисленных к соучастникам покушения. Все трое были приговорены к смертной казни. Среди историков ведутся споры о том, брала ли Рено с собой какое-либо оружие во время своего злополучного визита к Робеспьеру или эта попытка была исключительно эмоциональным порывом. Её признание в поддержке роялистов, предположительно, подтверждает существование и предназначение скрытых ею ножей.
Во время суда Рено критиковала обвинения Антуана Кантена Фукье-Тенвиля и высмеивала совет, проводивший над ней суд. По слухам, Рено лишь ненадолго проявила беспокойство, когда поднималась на эшафот. Затем она улыбнулась и радостно подошла к гильотине, когда подошла её очередь быть казнённой. Казнь Сесиль Рено, а также членов её семьи и друзей расценивалась Комитетом общественной спасения как наказание за заговор роялистов.